# Сидоренков Генріх Іванович
Генріх Іванович Сидоренков (рос. Генрих Иванович Сидоренков; нар. 11 серпня 1931, Бєдственка, Хиславицький район, Смоленська область, СРСР — пом. 5 січня 1990, Москва) — радянський хокеїст, захисник. Олімпійський чемпіон. Заслужений майстер спорту СРСР (1956).

## Клубна кар'єра
В елітному дивізіоні виступав за московські команди «Крила Рад» (1949—1951), ЦСКА (1951—1962) та ленінградський СКА (1962—1964). У складі столичних армійців шість разів здобував перемоги у чемпіонатах СРСР (1955, 1956, 1958—1961). Всього у чемпіонатах СРСР провів 313 матчів (37 голів). Чотири рази св'яткував перемоги у кубку СРСР. За результатами сезону обирався до символічної збірної.
Завершив виступи, разом з Миколою Сологубовим, у команді з Калініна СКА МВО (1964—1966).

## Виступи у збірній
У складі національної збірної був учасником двох Олімпіад (1956, 1960). У Кортіна-д'Ампеццо здобув золоту нагороду, а через чотири роки у Скво-Веллі — бронзову.
Чемпіон світу 1954, 1956; другий призер 1957—1959; третій призер 1960, 1961. На чемпіонатах Європи — п'ять золотих (1954, 1956, 1958—1960) та дві срібні нагороди (1957, 1961). В 1959 році був визнаний найкращим воротарем турніру. На чемпіонатах світу та Олімпійських іграх провів 43 матчі (7 закинутих шайб), а всього у складі збірної СРСР — 107 ігор (15 голів).

## Досягнення
| Нагороди         | Команда              | Кіл. | Роки                   |
| ---------------- | -------------------- | ---- | ---------------------- |
| Олімпійські ігри |                      |      |                        |
| Золото           | СРСР                 | 1    | 1956                   |
| Бронза           | СРСР                 | 1    | 1960                   |
| Чемпіонат світу  |                      |      |                        |
| Золото           | СРСР                 | 2    | 1954, 1956             |
| Срібло           | СРСР                 | 3    | 1957, 1958, 1959       |
| Бронза           | СРСР                 | 2    | 1960, 1961             |
| Чемпіонат Європи |                      |      |                        |
| Золото           | СРСР                 | 5    | 1954, 1956, 1958—1960  |
| Срібло           | СРСР                 | 2    | 1957, 1961             |
| Чемпіонат СРСР   |                      |      |                        |
| Золото           | ЦСКА (Москва)        | 6    | 1955, 1956, 1958—1961  |
| Срібло           | ЦСКА (Москва)        | 2    | 1954, 1957             |
| Бронза           | «Крила Рад» (Москва) | 2    | 1950, 1951             |
| Бронза           | ЦСКА (Москва)        | 1    | 1962                   |
| Кубок СРСР       |                      |      |                        |
| Володар          | ЦСКА (Москва)        | 4    | 1954, 1955, 1956, 1961 |